# Административное деление провинции Чжэцзян
Провинция Чжэцзян включает в себя:
- 11 единиц окружного уровня.
  - 2 города субпровинциального значения.
  - 9 округов

- 90 единиц уездного уровня.
  - 22 городов уездного уровня.
  - 35 уездов.
  - 1 автономный уезд.
  - 35 городских округов.

- 1598 единиц волостного уровня.